# Ver TV
O Ver TV foi um programa de entrevistas brasileiro produzido em parceria pela Radiobrás e TV Câmara e conta, também, com o apoio da Comissão de Direitos Humanos e Minorias da Câmara dos Deputados e de organizações sociais como o Conselho Federal de Psicologia e a Coordenadoria Ecumênica de Serviços (CESE), que estreou no dia 16 de fevereiro de 2006.pelas TV Nacional, NBR e TV Câmara. Ia ao ar também pela TV Brasil, todos os domingos ás 23h00, com reprises nas madrugadas de quarta para quinta ás 02h30.

## Sobre[2]
O Ver TV trazia, toda semana, múltiplos olhares sobre conteúdos apresentados na televisão e também em outras mídias. Convidados, de várias áreas, discutiam a programação da TV de maneira multidisciplinar, analisando seus aspectos jornalístico, econômico, social, psicológico, de entretenimento, entre outros. O programa oferecia diversos pontos de vista para um mesmo tema. A discussão era geralmente complementada por vídeos, depoimentos de especialistas e opiniões dos cidadãos.
Foi apresentado pelo sociólogo e jornalista Laurindo Lalo Leal Filho, pesquisador na área de políticas da Comunicação e professor da Escola de Comunicações e Artes da Universidade de São Paulo (ECA-USP), o Ver TV acompanhou as tendências e novas abordagens da televisão brasileira. Também discutiu as funções de uma TV de qualidade, sua programação, os avanços tecnológicos e o comprometimento com a cidadania. 

## Extinção
Após 10 anos a TV Brasil anunciou a extinção do programa,mesmo sendo reprisado. Lalo criticou em uma entrevista o repentino fim do programa Em seu lugar estreou o programa Midia em Foco 

## Ficha Técnica
- Apresentador/Editor-chefe: Lalo Leal
- Direção de Estúdio: Pola Galé
- Pesquisa e Pauta: Renato Fanti
- Produção Executiva: Vitor Chambon
- Edição de Imagem: Renato Fanti
- Apoio à Produção: Patrícia Lima
- Edição de Imagem: Mariana Velozo
- Estagiária: Giovana Meneguim
- Coordenadores de Produção: Daniel Gontijo e Lili Cariello
- Analista de Criação e Conteúdo: Carlos Sanches
- Coordenadora de Criação e Conteúdo: Hermínia Bragança
- Gerente de Produção: Aline Penna
- Diretora de Produção: Myriam Porto
- Produtor Executivo: Vitor Chambon
- Apoio à Produção: Patrícia Lima
- Jornalista: Renato Fanti
- Editora de Imagens: Mariana Velozo